# Cory Booker
Cory Anthony Booker (født 27. april 1969) er en amerikansk politiker, der er senator for New Jersey. Han er medlem af Demokraterne.
31. marts og 1. april 2025 holdt han den hidtil længste tale i Senatets historie. Talen varede 25 timer og 5 minutter og var en protest mod præsident Donald Trumps handlinger.